# Lijst van rijksmonumenten in Lopik (gemeente)
De gemeente Lopik telt 129 inschrijvingen in het rijksmonumentenregister, hieronder een overzicht. 

## Benschop
De plaats Benschop telt 44 inschrijvingen in het rijksmonumentenregister. Zie Lijst van rijksmonumenten in Benschop voor een overzicht.

## Cabauw
De plaats Cabauw telt 2 inschrijvingen in het rijksmonumentenregister.
| Object       | Oorspronkelijke functie? | Bouwjaar  | Architect           | Locatie                | Coördinaten?                  | Nr.?   | Afbeelding        |
| ------------ | ------------------------ | --------- | ------------------- | ---------------------- | ----------------------------- | ------ | ----------------- |
| Sint Jacobus | Kerk en kerkonderdeel    | 1926-1928 | Herman Kroes en Zn. | Cabauwsekade 54        | 51° 57' 55" NB, 4° 53' 56" OL | 512125 | Meer afbeeldingen |
| Wagenschuur  | Boerderij                | 1856      |                     | Lopikerweg West bij 84 | 51° 57' 50" NB, 4° 53' 28" OL | 512138 | Wagenschuur       |

## Jaarsveld
De plaats Jaarsveld telt 18 inschrijvingen in het rijksmonumentenregister. Zie Lijst van rijksmonumenten in Jaarsveld voor een overzicht.

## Lopik
De plaats Lopik telt 30 inschrijvingen in het rijksmonumentenregister. Zie Lijst van rijksmonumenten in Lopik (plaats) voor een overzicht.

## Lopikerkapel
De plaats Lopikerkapel telt 5 inschrijvingen in het rijksmonumentenregister.
| Object                     | Oorspronkelijke functie?  | Bouwjaar                     | Architect | Locatie             | Coördinaten?                 | Nr.?   | Afbeelding                 |
| -------------------------- | ------------------------- | ---------------------------- | --------- | ------------------- | ---------------------------- | ------ | -------------------------- |
| Huis Overvliet             | Boerderij                 | 18e eeuw                     |           | Kapelsepad 42       | 51° 59' 30" NB, 5° 2' 47" OL | 26247  | Meer afbeeldingen          |
| Hervormde Gemeente         | Kerk en kerkonderdeel     | 15e eeuw                     |           | Lopikerweg Oost 176 | 51° 59' 33" NB, 5° 2' 46" OL | 26263  | Meer afbeeldingen          |
| Dijkbewakingspaal nummer 2 | Grensafbakening           | 1860-1880                    |           | Lekdijk Oost bij 15 | 51° 58' 40" NB, 5° 1' 11" OL | 512128 | Dijkbewakingspaal nummer 2 |
| Nozema                     | Welzijn, kunst en cultuur | 1939                         |           | Biezendijk 3        | 52° 0' 10" NB, 5° 2' 40" OL  | 512136 | Nozema                     |
| Stoomgemaal                | Gemaal                    | 1905 1937 (vervanging motor) |           | Batuwseweg          | 51° 59' 7" NB, 5° 1' 45" OL  | 512135 | Meer afbeeldingen          |

## Polsbroek
De plaats Polsbroek telt 20 inschrijvingen in het rijksmonumentenregister. Zie Lijst van rijksmonumenten in Polsbroek voor een overzicht.

## Uitweg
De plaats Uitweg telt 1 inschrijving in het rijksmonumentenregister.
| Object                     | Oorspronkelijke functie? | Bouwjaar  | Architect | Locatie                | Coördinaten?                  | Nr.?   | Afbeelding                 |
| -------------------------- | ------------------------ | --------- | --------- | ---------------------- | ----------------------------- | ------ | -------------------------- |
| Dijkbewakingspaal nummer 3 | Grensafbakening          | 1850-1875 |           | Lekdijk Oost 102 (bij) | 51° 58' 41" NB, 4° 59' 40" OL | 512129 | Dijkbewakingspaal nummer 3 |

## Willige Langerak
De plaats Willige Langerak telt 8 inschrijvingen in het rijksmonumentenregister. Zie Lijst van rijksmonumenten in Willige Langerak voor een overzicht.

## Zevender
De plaats Zevender telt 1 inschrijving in het rijksmonumentenregister.
| Object | Oorspronkelijke functie? | Bouwjaar | Architect                                 | Locatie             | Coördinaten?                  | Nr.?   | Afbeelding        |
| ------ | ------------------------ | -------- | ----------------------------------------- | ------------------- | ----------------------------- | ------ | ----------------- |
| Gemaal | Gemaal                   | 1934     | ingenieursbureau Van Hasselt & De Kooning | Lopikerweg West 104 | 51° 57' 56" NB, 4° 52' 22" OL | 512139 | Meer afbeeldingen |

Amersfoort ·
Baarn ·
Bunnik ·
Bunschoten ·
De Bilt ·
De Ronde Venen ·
Eemnes ·
Houten ·
IJsselstein ·
Leusden ·
Lopik ·
Montfoort ·
Nieuwegein ·
Oudewater ·
Renswoude ·
Rhenen ·
Soest ·
Stichtse Vecht ·
Utrecht ·
Utrechtse Heuvelrug ·
Veenendaal ·
Vijfheerenlanden ·
Wijk bij Duurstede ·
Woerden ·
Woudenberg ·
Zeist